# 学芸大クラブ
学芸大クラブ（がくげいだいクラブ）は、日本の産学官連携組織。

## 概要
2003年11月設立、2004年4月開設。Jリーグ・FC東京（東京フットボールクラブ株式会社）（産）、東京学芸大学（学）、小金井市（官）の三者によって、スポーツや文化活動を支援することを目的としている。なお、Jリーグクラブにとって初の産学官連携事業である。
FC東京は、東京学芸大学が提供したグラウンド2面に寄付として人工芝と夜間照明を設置し、そこを拠点にジュニアユース（中学生年代）チーム「FC東京U-15むさし」を立ち上げた。同チームの活動はサッカー指導法や心身の発達を対象として同大学の研究対象となり、蹴球部の学生も指導に参加。学生はこれらの活動やFC東京での研修を行うことで日本サッカー協会指導者ライセンスや大学の単位を取得することも可能。
また、学芸大クラブはこのグラウンドを利用し、教員やFC東京スタッフも加わって地域の子どもを対象に部員によるサッカー教室を行った。サッカー以外でも市民向けのウォーキング・ジョギングや、小中学生を対象とする陸上の教室を開いて普及活動に取り組み、さらに、「スポーツクラブ」と名称付けられてはいないようにスポーツ以外の事業も行った。東京交響楽団との連携でジュニアオーケストラ「学芸ユース・フィルハーモニー」を立ち上げ、同学教員・学生、楽団員が指導に当たった。小金井市はこれらの事業に共同事業者として参加し、市民のニーズを拾い子どもの健全な育成や地域社会への貢献を図った。

## 経緯
FC東京は、2001年より調布市の東京スタジアムで試合を開催し、2002年には練習場を小平市へ移転。東京都西部での地域貢献活動の活発化やJリーグ百年構想にかなったクラブづくり、西部の中学生を指導・確保できるジュニアユースチームの拠点の新設が要されていた。
東京学芸大学は、2004年から導入された学校教育法第109条第2項に基づく認証評価を第三者機関から受けなければならず、評価基準の中には、地域社会との連携協力および知識・技術の還元という項目もあったことから、従来以上に地域と結びつき、「開かれた大学づくり」を進めることが求められた。また、砂のグラウンドによって砂塵被害を受けていた近隣住民の対応に苦慮していたため、芝の整備は念願だった。
小金井市は、2002年のFC東京練習場移転の頃より同クラブへの出資を検討しており（2004年より出資）、2003年2月には学芸大と地域連携協定を締結。同市は文部科学省が提唱する総合型地域スポーツクラブ作りを進め、健康増進や地域コミュニティの活性化によって、市民生活を豊かなものとする務めがあった。
三者がそれぞれの目的の実現のために協同し、学芸大クラブが設立された。